# Учитель (роман)
«Учи́тель» (англ. The Professor) — это первый роман Шарлотты Бронте. Был написан перед «Джейн Эйр», но отвергнут многими издательствами и в конечном счёте напечатан посмертно в 1857 году.
Книга рассказывает историю молодого человека, Уильяма Кримсворта. Описывается его взросление, любовь и карьера в качестве учителя в школе для девочек. Основой для книги послужило пребывание Шарлотты Бронте в Брюсселе, где она изучала языки в 1842 году.

## Сюжет
Молодой человек по имени Уильям Кримсворт вынужден искать работу, так как его финансовое положение оставляет желать лучшего. Он отправляется работать клерком к своему родному брату Эдварду, который холодно принимает его и держится отстранённо, тираня и всячески унижая Уильяма. Через некоторое время Уильям обретает друга по имени Йорк Хансден, который советует ему отправиться на континент работать учителем. Следуя совету друга, Уильям отправляется в Брюссель, где устраивается работать учителем латыни и английского языка в школе для мальчиков у господина Пеле. Свою новую работу Уильям совмещает также и с преподаванием в женском пансионе, директриса которого Зораида Рюте оказывает молодому учителю знаки внимания. Уильям влюбляется в свою начальницу, но вскоре узнаёт, что та должна выйти замуж за господина Пеле. Уильям разочаровывается и держится с госпожой Рюте холодно и сдержанно, продолжая тем не менее работать в её заведении.
Однажды он встречает способную и скромную ученицу по имени Фрэнсис Анри, которая также преподаёт в пансионе рукоделие. Уильям узнаёт, что Фрэнсис очень бедна и зарабатывает на хлеб преподаванием в школе. Также он узнаёт, что девушка родилась в Швейцарии в семье швейцарского пастора и англичанки, поэтому она сама хорошо знает английский язык и мечтает в будущем уехать в Англию. Способствуя развитию талантов своей ученицы, Уильям со временем понимает, что любит её, но его начальница пытается предотвратить общение учителя с ученицей и увольняет Фрэнсис, когда та уходит в отпуск, чтобы ухаживать за своей больной тёткой, которая вскоре умирает. В отместку Уильям также увольняется из пансиона и разыскивает Фрэнсис. Та живёт в крайней нужде после смерти тётки, и учитель, мечтавший ранее сделать ей предложение руки и сердца, теперь отказывается от своих планов, так как у него у самого нет никаких средств к существованию, и он лишь ухудшит положение своей ученицы, если она станет его женой. Однако вскоре Уильям находит работу в коллеже для мальчиков и делает Фрэнсис предложение. Они женятся и вскоре у них рождается сын Виктор. Через несколько лет Уильям исполняет мечту своей жены, и они всей семьёй переезжают в Англию, где живут по соседству с другом мистера Кримсворта Йорком Хансденом.

## Персонажи
- Уильям Кримсворт (англ. William Crimsworth)
- Чарльз (англ. Charles)
- Эдвард Кримсворт (англ. Edward Crimsworth)
- Хансден Йорк (англ. Hunsden Yorke Hunsden)
- Месье Пеле (фр. Monsieur Pelet)
- Зораида Рюте (фр. Zoraïde Reuter)
- Фрэнсис Эванс Анри (фр. Frances Evans Henri)